# 国金证券

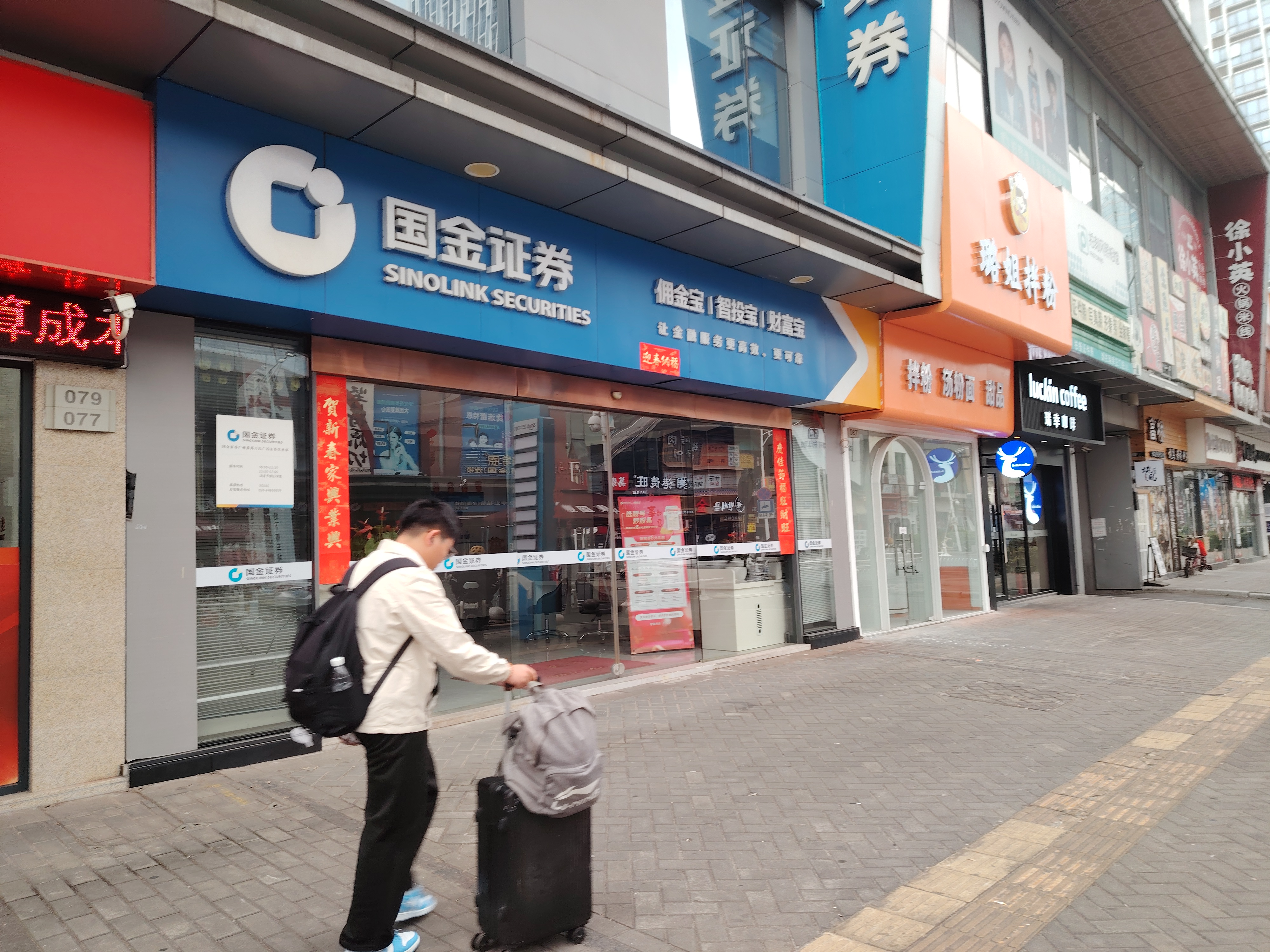
国金证券广州番禺营业部

国金證券股份有限公司（上交所：600109），簡稱国金證券，經營中國大陸的證券業務，包括代理證券買賣、還本付息、分紅派息、登記開戶、保管、鑒證、承銷、投資諮詢、客戶資產管理等。總部設在四川成都。在证监会公布的2016年证券公司分类结果中，该券商被评为AA级。

## 历史
国金证券原名成都证券有限责任公司，1988年成立，是中国大陆第一批专业证券公司。
国金證券在1997年於上海證券交易所上市，是上證50指數、沪深300指数、上证180指数、上证180金融股指数和上证中型企业指数成份股。
2005年11月，成都证券更名为国金证券。
2020年9月20日，国金证券、国联证券公告称筹划合并。10月12日，两家公司公告称，由于核心条款无法谈妥，合并告吹。受此影响，2021年7月24日，中国证券监督管理委员会发布《2021年证券公司分类结果》，其中国金证券被评为A级，与2020年的AA级有所下降。

## 連結
- 国金證券股份有限公司（页面存档备份，存于）